# CGTN Africa
CGTN Africa is een televisiezender van de Chinese publieke omroep China Central Television. De zender, onderdeel van CGTN, is gericht op kijkers die wonen in het werelddeel Afrika. Het hoofdkantoor van de zender is te vinden in de Keniaanse hoofdstad Nairobi. De voertaal van de zender is Engels.
De zender begon op 11 januari 2012 met uitzenden.

## Televisiepresentatoren
- Beatrice Marshall
- Peninah Karibe
- Terryanne Chebet
- Ramah Nyang